# Рудове
Ру́дове — село в Україні, у Білокуракинській селищній громаді Сватівського району Луганської області.
Площа села 132 га.

## Історія
На території села Рудове виявлені поселення епохи бронзи і салтівської культури.
Село Рудівка засновано у 1791 року, перейменовано 1947 року. 1944 року в селі створено колгосп, який мав декілька назв «Політвідділець», «імені Хрущова», «1 травня». 1959 року землі колгоспу були приєднані до курячівського колгоспу «імені Жданова». 1962 року колгосп перейменовано на «Заповіт Ілліча».
Під час Голодомору 1932—1933 років за архівними даними в селі загинуло 95 осіб.

## Населення
Населення становить 12 осіб, 6 дворів.
1885 року на колишньому державному хуторі Павлівської волості Старобільського повіту Харківської губернії проживало 744 особи, було 92 дворових господарства. У 1914 році в селі проживало 1079 осіб.

## Вулиці
У селі існують вулиці Колгоспна, Підлісна.

## Транспорт
Село розташоване за 24 км від районного центру, з яким пов'язане асфальтованою дорогою, і за 7 км від залізничної станції Катран на лінії Валуйки — Кіндрашівська-Нова.

## Культура
До 1955 року в селі функціонувала початкова школа, сільський клуб з кіноапартною установкою.

## Видатні особистості
- Панченко Іван Кирилович — передовий бригадир.
- Хорольська Феодосія Митрівна — мати-героїня.